# Edmund Kręcki
Edmund Kręcki (ur. 30 października 1880 w Sławęcinie, zm. 3 kwietnia 1958 w Raciążu) – polski działacz niepodległościowy, działacz społeczny, wójt, samorządowiec.

## Życiorys
Urodził się 30 października 1880 roku w Sławęcinie w rodzinie  Franciszka Kręckiego i Marianny z domu Nitzler. Pochodził z rodziny patriotycznej, jego ojciec Franciszek Kręcki był pierwszym wójtem w Raciążu po odzyskaniu niepodległości i inicjatorem strajku dzieci w 1906 roku w Raciążu, zabronił swoim dzieciom odpowiadać po niemiecku na pytania nauczyciela na lekcjach religii. Edmunda Kręckiego dziadka braćmi byli Kazimierz Kręcki i Jan Walenty Kręcki. Od najmłodszych lat działał na rzecz odzyskania niepodległości, należał do czołowych działaczy niepodległościowych i samorządowych na Pomorzu. Odznaczony Medalem Niepodległości, Brązowym Krzyżem Zasługi i Brązowym Medalem za długoletnią służbę. Prowadził bardzo duże gospodarstwo rolne w Raciążu i mieszkał przy ulicy Kasztelańskiej, gdzie do tej pory stoi jego dom. 14 lipca 1925 roku został powołany na wójta w Raciążu, funkcję tę pełnił aż do wybuchu II wojny światowej. W okresie międzywojennym był też samorządowcem i ławnikiem. W latach 30. XX wieku sprzeciwiał się propagandzie hitlerowskiej, był przewodniczącym Ligi Morskiej i Kolonialnej w rejonie Raciąża. W czasie okupacji ukrywał swoich krewnych, którym groziło niebezpieczeństwo. Jego syn Józef poległ pod Monte Cassino w 1944 roku. Po wojnie został sołtysem w Raciążu. Zmarł 3 kwietnia 1958 roku w Raciążu.